# Associazione Sportiva Cosenza 1976-1977
Questa pagina raccoglie le informazioni riguardanti l'Associazione Sportiva Cosenza nelle competizioni ufficiali della stagione 1976-1977.

## Rosa
| N. |                   | Ruolo | Calciatore          |
| -- | ----------------- | ----- | ------------------- |
|    | Italia (bandiera) | C     | Giovanni Aloisio    |
|    | Italia (bandiera) | D     | Claudio Barbetta    |
|    | Italia (bandiera) |       | Brusco              |
|    | Italia (bandiera) | C     | Mario Caligiuri     |
|    | Italia (bandiera) | C     | Alberto Canetti     |
|    | Italia (bandiera) | C     | Fedele Capuano      |
|    | Italia (bandiera) | C     | Bruno Colletti      |
|    | Italia (bandiera) | A     | Pietro Cracchiolo   |
|    | Italia (bandiera) | D     | Flavio Crosta       |
|    | Italia (bandiera) | A     | Emanuele Curcio     |
|    | Italia (bandiera) |       | D'Arpa              |
|    | Italia (bandiera) | P     | Claudio Altomare    |
|    | Italia (bandiera) |       | Frara               |
|    | Italia (bandiera) | D     | Ferdinando Gaverini |

| N. |                   | Ruolo | Calciatore        |
| -- | ----------------- | ----- | ----------------- |
|    | Italia (bandiera) | P     | Paolo Giusti      |
|    | Italia (bandiera) | C     | Vincenzo Liguori  |
|    | Italia (bandiera) | A     | Enrico Mandarino  |
|    | Italia (bandiera) | A     | Francesco Marsico |
|    | Italia (bandiera) |       | Minisci           |
|    | Italia (bandiera) | D     | Renato Oterio     |
|    | Italia (bandiera) | D     | Franco Pavoni     |
|    | Italia (bandiera) | D     | Vincenzo Pecora   |
|    | Italia (bandiera) | A     | Santo Perrotta    |
|    | Italia (bandiera) | P     | Angelo Pingitore  |
|    | Italia (bandiera) |       | Rotondo           |
|    | Italia (bandiera) | D     | Giovanni Stella   |
|    | Italia (bandiera) |       | Truant            |